# Bunovo, Sofia
Bunovo (în bulgară Буново) este un sat în comuna Mirkovo, regiunea Sofia,  Bulgaria. 

## Demografie
Componența etnică a satului Bunovo
     Bulgari (97,13%)
     Turci (1,43%)
     Nicio identificare (1,43%)
     Altele (0%)
La recensământul din 2011, populația satului Bunovo era de 349 locuitori. Din punct de vedere etnic, majoritatea locuitorilor (97,13%) erau bulgari, cu o minoritate de turci (1,43%). Pentru 1,43% din locuitori nu este cunoscută apartenența etnică.